# メディア学部
メディア学部（メディアがくぶ）は、大学の学部の一つ。
メディア学部では、メディア学の教育研究が行われる。なお、「メディア学部」、「情報学部」、「情報メディア学部」、「グローバル・メディア・スタディーズ学部」の間には、扱っている領域に思想的な違いもあると考えられている。
日本初のメディア学部は、1999年（平成11年）東京工科大学で誕生した。
CGや映像 画像処理 ゲーム開発などを学ぶことができる。

## メディア学部・メディア系の学部をおく日本の大学

### メディア学部
- 東京工科大学メディア学部
- 城西国際大学
- 目白大学

### メディアコミュニケーション学部
- 江戸川大学

### メディア情報学部
- 駿河台大学
- 東京都市大学

### グローバル・メディア・スタディーズ学部
- 駒澤大学 - 全地球的(Global)にまたがるメディア(Media)を対象とした学問体系(Studies)を追求する学部である[5]。特徴は、学際と実践である。国際(International)ではなく、全地球的(Global)であるところがポイントである。日本一名前の長い（19文字）学部である。グローバルと名前が付く最初の学部である。

### 観光メディア文化学部
- 松蔭大学観光メディア文化学部

## メディア学科・メディア・マスコミ学系の学科等をおく日本の大学

### 主に文科系を対象領域とする学科・専攻・コース等
- 横浜国立大学 - 教育人間科学部　マルチメディア文化課程
- 長崎県立大学 - 国際社会学部　国際社会学科
- つくば国際大学 - 産業社会学部　メディア社会学科
- 文教大学 - 情報学部　メディア表現学科
- 上智大学 - 文学部　新聞学科
- 獨協大学 - 外国語学部　英語学科　メディア・コミュニケーション コース
- 成城大学 - 文芸学部　マスコミュニケーション学科
- 東海大学 - 文化社会学部　広報メディア学科
- 東京国際大学 - 国際関係学部　国際メディア学科
- 東京都市大学（旧武蔵工業大学） - メディア情報学部　社会メディア学科
- 東洋大学 - 社会学部　メディアコミュニケーション学科
- 東洋大学 - 総合情報学部　総合情報学科 メディア文化コース
- 日本大学 - 法学部　新聞学科
- 日本大学 - 芸術学部　放送学科
- 法政大学 - 社会学部　メディア社会学科
- 武蔵大学 - 社会学部　メディア社会学科
- 目白大学 - メディア学部　メディア学科
- 立教大学 - 社会学部　メディア社会学科
- 立教大学 - 現代心理学部 映像身体学科
- フェリス女学院大学 グローバル教養学部 心理コミュニケーション学科 メディア専攻
- 相模女子大学 - 学芸学部　メディア情報学科
- 椙山女学園大学 - 文化情報学部　メディア情報学科
- 名古屋文理大学 - 情報メディア学部　情報メディア学科（メディアプランニングコース）
- 岐阜経済大学 - 経営学部　情報メディア学科
- 京都精華大学 - 人文学部　社会メディア学科
- 京都文教大学 - 総合社会学部  総合社会学科 メディア・社会心理コース
- 同志社大学 - 社会学部　メディア学科
- 同志社女子大学 -  学芸学部　情報メディア学科
- 立命館大学 - 産業社会学部　現代社会学科（メディア社会専攻）
- 関西大学 - 社会学部　社会学科 メディア専攻
- 関西大学 - 総合情報学部   総合情報学科 メディア情報コース
- 関西学院大学 - 総合政策学部　メディア情報学科
- 甲南女子大学 - 文学部　メディア表現学科
- 大手前大学 建築&芸術学部　建築&芸術学科 メディアコース　メディアコミュニケーション専攻
- 広島経済大学 - 経済学部　メディアビジネス学科
- 福山大学 - 人間文化学部　メディア情報文化学科
- 四国大学 - 経営情報学部　メディア情報学科
- 福岡国際大学 - 国際コミュニケーション学部　デジタルメディア学科
- 福岡女学院大学 - 人文学部　メディア・コミュニケーション学科

### 主に芸術学系を対象領域とする学科
- 東京芸術大学大学院 - 映像研究科
- 北海道情報大学 情報メディア学部 情報メディア学科 メディアデザイン専攻
- 北海道教育大学 教育学部 芸術・スポーツ文化学科 美術文化専攻
- 尚美学園大学 芸術情報学部 情報表現学科
- 多摩美術大学 美術学部 情報デザイン学科 メディア芸術コース （東京都）
- 東京国際工科専門職大学 工科学部 デジタルエンタテインメント学科

- 女子美術大学 - 芸術学部 メディア表現領域
- 玉川大学 - 芸術学部 メディア・デザイン学科
- 東京工芸大学 - 芸術学部 インタラクティブメディア学科
- 宝塚大学 東京メディア芸術学部 メディア芸術学科
- デジタルハリウッド大学 - デジタルコミュニケーション学部
- 日本大学 - 芸術学部 映画学科
- 清泉大学（※清泉女学院大学より名称変更） 人文社会科学部 文化芸術学科 クリエイティブコース
- 金沢学院大学 芸術学部 芸術学科 映像専攻
- 梅花女子大学 - 文化表現学部 情報メディア学科
- 静岡文化芸術大学 - デザイン学部 メディア造形学科
- 愛知県立芸術大学 美術学部 デザイン・工芸学科 メディア映像専攻
- 名古屋国際工科専門職大学 工科学部 デジタルエンタテインメント学科
- 名古屋文理大学 - 情報メディア学部 情報メディア学科（映像メディア／サウンド制作コース）
- 名古屋造形大学 造形学部 造形学科 映像文学領域
- 名古屋学芸大学 - メディア造形学部 映像メディア学科
- 成安造形大学 芸術学部 芸術学科 イラストレーション領域 映像イラスト表現コース
- 北翔大学（名称変更 旧校名:浅井学園大学） - 生涯学習システム学部 芸術メディア学科
- 立命館大学 - 映像学部　映像学科
- 京都学園大学 - 人間文化学部 メディア社会学科（新しく開設）
- 京都精華大学 - 芸術学部 メディア造形学科
- 大手前大学 建築&芸術学部 建築&芸術学科 芸術コース 映像・アニメーション専攻
- 大阪国際工科専門職大学 工科学部 デジタルエンタテインメント学科
- 大阪電気通信大学 - 総合情報学部　デジタルゲーム学科
- 大阪電気通信大学 - 総合情報学部　ゲーム&メディア学科
- 大阪成蹊大学 - 芸術学部 情報デザイン学科（映像コース）
- 神戸芸術工科大学 芸術工学部 映像表現学科
- 倉敷芸術科学大学 芸術学部 メディア映像学科
- 岡山学院大学 デジタル生活学部 デジタルメディア学科
- 東亜大学 芸術学部 アート・デザイン学科 アニメ・映像コース
- 徳島文理大学 - 人間生活学部 メディアデザイン学科
- 九州大学 - 芸術工学部 芸術情報設計学科
- 九州産業大学 芸術学部 芸術表現学科 メディア芸術専攻
- 別府大学 文学部 芸術文化学科 芸術表現コース

### 主に理科系を対象領域とする学科
- 茨城大学 - 工学部　メディア通信工学科
- 筑波大学 - 情報学群　情報メディア創成学類
- 福井大学 - 工学部　情報・メディア工学科
- 北海道科学大学 - 未来デザイン学部　メディアデザイン学科
- 東北芸術工科大学 デザイン工学部 映像学科
- 慶應義塾大学 - 環境情報学部
- 東京工芸大学 - 工学部　メディア画像学科
- 東京電機大学 - 未来科学部　情報メディア学科
- 東海大学 - 情報通信学部　情報メディア学科
- 法政大学 - 情報科学部　ディジタルメディア学科
- 明治大学 - 総合数理学部　先端メディアサイエンス学科
- 神奈川工科大学 - 情報学部　情報メディア学科
- 金沢工業大学 メディア情報学部 メディア情報学科
- 金沢工業大学 - 情報フロンティア学部　情報メディア学科
- 愛知工業大学 - 情報科学部 　メディア情報学専攻
- 愛知工科大学 - 工学部　情報メディア学科
- 公立諏訪東京理科大学 - 工学部　コンピュータメディア工学科
- 中京大学 - 工学部　メディア工学科
- 名古屋文理大学 - 情報メディア学部　情報メディア学科　（情報システムコース）
- 立命館大学 - 情報理工学部 メディア情報学科
- 京都産業大学 -  情報理工学部　メディア処理技術コース
- 龍谷大学 - 理工学部 情報メディア学科
- 近畿大学 - 理工学部 情報学科 情報メディアコース
- 近畿大学 - 工学部   情報学科   情報メディアコース
- 近畿大学 - 産業理工学部   情報学科   メディア情報コース
- 大阪工業大学 - 情報科学部　情報メディア学科
- 大阪電気通信大学 - 総合情報学部　情報学科 デジタルメディアコース
- 武庫川女子大学 - 生活環境学部　情報メディア学科